# Platja de Bañugues
La Platja de Bañugues, se situa en la  parròquia de Bañugues, en el concejo de Gozón, Astúries. S'emmarca en les platges de S'emmarqa en les platges de la Costa Central asturiana i és considerada  paisatge protegit, des del punt de vista mediambiental, formant part del  paisatge protegit del Cap de Peñas.

## Descripció
La platja de Bañugues es tracta en realitat d'un extens arenal, en el qual es poden observar des de fangs, cants i afloraments rocosos en la marea baixa, fins als efectes d'erosió en els diferents elements geològics que conformen la regió del Cap de Peñas o la desembocadura al mar de la riera costanera de La Cabaña. És una platja molt popular per les seves fàcils accessos entre altres coses. A més els seus tranquil·les aigües i el paisatge que l'envolta, la fa ser més atractiva.
També presenta un gran interès per ser una zona de gran interès arqueològic, amb jaciments paleolítics i romans.
Pel que fa als serveis que ofereix tenim que a la platja hi ha lavabos, dutxes, paperera, servei de neteja, telèfon públic, així com establiments tant de menjar com de beguda.